# Nora Gregor

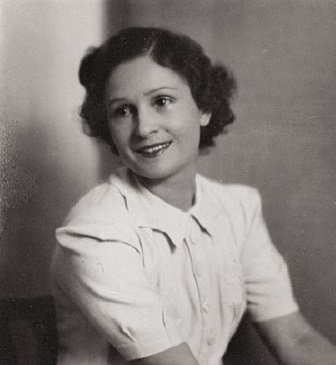
Nora Gregor, 1937.

Nora Gregor, född 3 februari 1901 i Görz, Österrikiska kustlandet (nuvarande Gorizia, Italien), död 20 januari 1949 i Viña del Mar i Chile, var en österrikisk film- och teaterskådespelare.
Vid sidan av en gedigen skådespelarkarriär är hon känd som älskarinna och senare maka (1937–1949) till den österrikiske politikern Ernst Rüdiger Starhemberg. Tillsammans fick de en son, Heinrich (1934–1997).

## Filmografi i urval
- 1924 – Mikael
- 1939 – Spelets regler